# Like No One's Watching
«Like No One's Watching» (en español: "Como si nadie nos estuviera viendo") es el sencillo de la cantante sueca Molly Sandén lanzado el 12 de junio de 2015. La canción fue coescrita por la propia Molly junto a los compositores Victor Thell, Maria Smith y Kevin Högdahl. La canción da nombre al EP lanzado por la cantante en el mismo mes, que contiene anteriores sencillos como "Freak" o "Phoenix" y nuevas canciones como "Satellites", "California Dream" y una versión acústica de "Like No One's Watching".
La canción fue promocionada en las diferentes radios y televisiones de Suecia, y en programas como Sommarkrysset de la cadena TV4, Allsång på Skansen, Moraeus Med Mera de la cadena SVT, Lotta på Liseberg y en el Malmöfestivalen 2015.

## Videoclip
El Videoclip de la canción fue dirigido por Raf Edholm y producido por HandsUp Producciones AB-Suecia. Fue publicado el 23 de junio de 2015 en la cuenta oficial de la cantante en Youtube. En éste se ve a Molly bailando y cantando en solitario en su casa, mientras se lava los dientes, enciende unas velas o toma un trago de una botella de vino. Más tarde, la cantante aparece por las calles de la ciudad de Estocolmo, paseando y bailando escuchando música. Entre otros lugares, la artista aparece en el Tranvía de la ciudad, en una librería, una tienda de antigüedades, un parque y el Palacio Real de Estocolmo, donde la joven baila ante un soldado que hace guardia a sus puertas. El Videoclip muestra una Molly Sandén poseída por la música, que baila y canta ante la atónita mirada de los paseantes, que incluso interactúan con ella bailando a su son. Al final del video se muestra a Molly de nuevo en casa mientras toca el piano, en ese momento aparece su pareja Danny Saucedo que la lleva a la cama en brazos, concluyendo el vídeo cuando éste apaga la cámara de la habitación.

## Canciones
Like No One's Watching
| N.º | Título                                      | Duración |  |
| 1.  | «Like No One's Watching»                    | 3:16     |  |
| 2.  | «Like No One's Watching (versión acústica)» | 3:18     |  |

## Posicionamiento en listas
| Lista                      | Mejor posición |
| -------------------------- | -------------- |
| Suecia (Sverigetopplistan) | 73             |